# Sergentomyia thapari
Sergentomyia thapari är en tvåvingeart som först beskrevs av Tridib Ranjan Mitra och Roger Roy 1952.  Sergentomyia thapari ingår i släktet Sergentomyia och familjen fjärilsmyggor. Inga underarter finns listade i Catalogue of Life.